# Kamer van volksvertegenwoordigers (samenstelling 1921-1925)
De lijst van leden van de Belgische Kamer van volksvertegenwoordigers van 1921 tot 1925. De Kamer van volksvertegenwoordigers telde toen 186 leden. Het nationale kiesstelsel was in die periode gebaseerd op algemeen enkelvoudig stemrecht voor alle mannelijke Belgen van 21 jaar en ouder, volgens een systeem van evenredige vertegenwoordiging op basis van de methode-D'Hondt, gecombineerd met een districtenstelsel.
De 27ste legislatuur van de Kamer van volksvertegenwoordigers liep van 6 december 1921 tot 6 maart 1925 en volgde uit de verkiezingen van 20 november 1921.
Tijdens deze legislatuur waren de regering-Theunis I (december 1921 - juni 1923), de regering-Theunis II (juni 1923 - maart 1924) en de regering-Theunis III (maart 1924 - mei 1925) in functie, telkens meerderheden van katholieken en liberalen. De oppositie bestond dus uit de socialisten, de Vlaams-nationalisten en de oud-strijders.

## Zittingen
In de 27ste zittingsperiode (1921-1925) vonden vier zittingen plaats. Van rechtswege kwamen de Kamers ieder jaar bijeen op de tweede dinsdag van november.
| Zitting                | Opening          | Sluiting         |
| ---------------------- | ---------------- | ---------------- |
| 1ste zitting 1921-1922 | 6 december 1921  | 9 november 1922  |
| 2de zitting 1922-1923  | 14 november 1922 | 9 augustus 1923  |
| 3de zitting 1923-1924  | 13 november 1923 | 18 augustus 1924 |
| 4de zitting 1924-1925  | 11 november 1924 | 6 maart 1925     |

## Samenstelling
| Fractie | Fractie              | Zetels |
| ------- | -------------------- | ------ |
|         | Katholieken          | 80     |
|         | Socialisten          | 68     |
|         | Liberalen            | 33     |
|         | Vlaams-nationalisten | 4      |
|         | Oud-strijders        | 1      |

## Lijst van de volksvertegenwoordigers
| Volksvertegenwoordiger          | Partij             | Kieskring                 | Opmerkingen |
| ------------------------------- | ------------------ | ------------------------- | --- |
| Frans Van Cauwelaert            | Katholiek          | Antwerpen                 | |
| Robert de Kerchove d'Exaerde    | Katholiek          | Antwerpen                 | Secretaris. |
| Hendrik Marck                   | Katholiek          | Antwerpen                 | |
| Hubert Mampaey                  | Katholiek          | Antwerpen                 | |
| Paul Segers                     | Katholiek          | Antwerpen                 | Verkozen op een dissidente conservatief-katholieke lijst. |
| Hendrik Picard                  | Vlaams-nationalist | Antwerpen                 | |
| Édouard Pécher                  | Liberaal           | Antwerpen                 | |
| Louis Straus                    | Liberaal           | Antwerpen                 | |
| Louis Franck (1868-1937)        | Liberaal           | Antwerpen                 | |
| Camille Huysmans                | Socialist          | Antwerpen                 | |
| Willem Eekelers                 | Socialist          | Antwerpen                 | |
| Jan-Baptist Samyn               | Socialist          | Antwerpen                 | |
| Joseph Verlinden                | Socialist          | Antwerpen                 | |
| Frans De Schutter               | Socialist          | Antwerpen                 | |
| Augustin De Bruyne              | Socialist          | Antwerpen                 | |
| Philip Van Isacker              | Katholiek          | Mechelen                  | Vervangt vanaf 28 december 1921 Florent Van Cauwenbergh, die gecoöpteerd senator in de Belgische Senaat wordt. |
| Jules De Keersmaecker           | Katholiek          | Mechelen                  | |
| Auguste Van Landeghem           | Socialist          | Mechelen                  | |
| Désiré Bouchery                 | Socialist          | Mechelen                  | Secretaris. |
| Paul Lamborelle                 | Liberaal           | Mechelen                  | |
| Alphonse Van Hoeck              | Katholiek          | Turnhout                  | |
| Jan-Baptist Rombauts            | Katholiek          | Turnhout                  | |
| Joseph Verachtert               | Katholiek          | Turnhout                  | |
| Louis Boone                     | Katholiek          | Turnhout                  | Verkozen op een dissidente conservatief-katholieke lijst. |
| Jules Renkin                    | Katholiek          | Brussel                   | |
| Henri Carton de Wiart           | Katholiek          | Brussel                   | |
| Leon De Coster                  | Katholiek          | Brussel                   | |
| Corneille Fieullien             | Katholiek          | Brussel                   | |
| François-Xavier De Bue          | Katholiek          | Brussel                   | Quaestor en voorzitter van de katholieke fractie. |
| Herman Vergels                  | Katholiek          | Brussel                   | Verkozen op een dissidente christendemocratische lijst. |
| Emile van Dievoet               | Katholiek          | Brussel                   | Verkozen op een dissidente christendemocratische lijst. |
| Théophile Gollier               | Katholiek          | Brussel                   | Verkozen op een dissidente christendemocratische lijst. |
| André Brassinne                 | Katholiek          | Brussel                   | |
| Paul Wauwermans                 | Katholiek          | Brussel                   | |
| William Van Remoortel           | Oud-strijders      | Brussel                   | |
| Maurice Crick                   | Liberaal           | Brussel                   | |
| Albert Devèze                   | Liberaal           | Brussel                   | |
| Paul Hymans                     | Liberaal           | Brussel                   | |
| Fernand Cocq                    | Liberaal           | Brussel                   | |
| Adolphe Max                     | Liberaal           | Brussel                   | |
| Maurice Lemonnier               | Liberaal           | Brussel                   | Voorzitter van de liberale fractie en vanaf 20 maart 1924 ondervoorzitter. |
| Ferdinand Elbers                | Socialist          | Brussel                   | |
| Louis Bertrand                  | Socialist          | Brussel                   | Ondervoorzitter en voorzitter van de socialistische fractie. |
| Emile Vandervelde               | Socialist          | Brussel                   | |
| Guillaume Melckmans             | Socialist          | Brussel                   | |
| Max Hallet                      | Socialist          | Brussel                   | |
| Léon Meysmans                   | Socialist          | Brussel                   | |
| Frans Fischer                   | Socialist          | Brussel                   | |
| Louis Uytroever                 | Socialist          | Brussel                   | |
| Staf De Clercq                  | Vlaams-nationalist | Brussel                   | |
| Prosper Poullet                 | Katholiek          | Leuven                    | |
| Fernand de Wouters d'Oplinter   | Katholiek          | Leuven                    | |
| Oscar van den Eynde de Rivieren | Katholiek          | Leuven                    | |
| Charles Dejaegher               | Liberaal           | Leuven                    | |
| Raoul Claes                     | Liberaal           | Leuven                    | |
| Edmond Doms                     | Socialist          | Leuven                    | |
| Victor Hessens                  | Socialist          | Leuven                    | |
| Pierre de Burlet                | Katholiek          | Nijvel                    | |
| Léon Jourez                     | Liberaal           | Nijvel                    | Quaestor. |
| Jules Mathieu                   | Socialist          | Nijvel                    | Secretaris. |
| Henri Delor                     | Socialist          | Nijvel                    | Vervangt vanaf 13 november 1923 de overleden Alphonse Allard. |
| René Debruyne                   | Katholiek          | Brugge                    | |
| Eugène Standaert                | Katholiek          | Brugge                    | Vervangt vanaf 28 november 1923 Amedée Visart de Bocarmé, die om gezondheidsredenen ontslag neemt. |
| Jules Boedt                     | Liberaal           | Brugge                    | |
| Camiel Mostaert                 | Socialist          | Brugge                    | |
| Gustave Sap                     | Katholiek          | Roeselare-Tielt           | |
| Pieter Isidore De Greve         | Katholiek          | Roeselare-Tielt           | |
| Aloys Van de Vyvere             | Katholiek          | Roeselare-Tielt           | |
| Joris Van Severen               | Vlaams-nationalist | Roeselare-Tielt           | |
| Adiel Dierkens                  | Socialist          | Roeselare-Tielt           | |
| Arthur Catteeuw                 | Katholiek          | Kortrijk                  | Verkozen op een dissidente christendemocratische lijst. |
| Ernest Reynaert                 | Katholiek          | Kortrijk                  | |
| Henri Duchatel                  | Katholiek          | Kortrijk                  | Verkozen op een dissidente christendemocratische lijst. |
| August Debunne                  | Socialist          | Kortrijk                  | |
| Joseph Vandevelde               | Socialist          | Kortrijk                  | |
| Henri Baels                     | Katholiek          | Veurne-Diksmuide-Oostende | |
| Frans Brusselmans               | Katholiek          | Veurne-Diksmuide-Oostende | |
| Georges Goetgebuer              | Katholiek          | Veurne-Diksmuide-Oostende | |
| Adolphe Buyl                    | Liberaal           | Veurne-Diksmuide-Oostende | |
| Ernest Van Glabbeke             | Liberaal           | Veurne-Diksmuide-Oostende | |
| René Colaert                    | Katholiek          | Ieper                     | |
| Edgard Missiaen                 | Socialist          | Ieper                     | Vervangt vanaf 20 december 1921 Jules Vandromme (Katholiek), wiens verkiezing ongeldig werd verklaard. |
| Emile Butaye                    | Vlaams-nationalist | Ieper                     | |
| Pieter van Schuylenbergh        | Katholiek          | Aalst                     | |
| Louis-Marie de Bethune          | Katholiek          | Aalst                     | |
| Ferdinand Van Nieuwenhove       | Katholiek          | Aalst                     | Vervangt vanaf 25 april 1922 de overleden Charles Woeste. |
| Hubert Robyn                    | Liberaal           | Aalst                     | |
| Alfred Nichels                  | Socialist          | Aalst                     | |
| Adrien Iweins d'Eeckhoutte      | Katholiek          | Oudenaarde                | |
| Alfred Amelot                   | Liberaal           | Oudenaarde                | |
| Eugène Soudan                   | Socialist          | Oudenaarde                | |
| Auguste Huyshauwer              | Katholiek          | Gent-Eeklo                | Secretaris. |
| Jules Maenhaut van Lemberge     | Katholiek          | Gent-Eeklo                | |
| Lionel Pussemier                | Katholiek          | Gent-Eeklo                | |
| Fernand van Ackere              | Katholiek          | Gent-Eeklo                | |
| Hector Cuelenaere               | Katholiek          | Gent-Eeklo                | |
| Alfons Siffer                   | Katholiek          | Gent-Eeklo                | |
| Emile Braun                     | Liberaal           | Gent-Eeklo                | |
| Arthur Buysse                   | Liberaal           | Gent-Eeklo                | Vervangt vanaf 18 maart 1924 de overleden Albert Mechelynck. Mechelynck was tot aan zijn dood op 9 maart 1924 ondervoorzitter. |
| Edward Anseele                  | Socialist          | Gent-Eeklo                | |
| Rudolf Vercammen                | Socialist          | Gent-Eeklo                | Vervangt vanaf 13 juni 1923 Auguste Van der Brugge, die de nationale politiek verlaat. Van der Brugge zelf verving vanaf 18 oktober 1922 de overleden Jean-Baptiste Lampens. |
| Gustaaf Gevaert                 | Socialist          | Gent-Eeklo                | |
| Désiré Cnudde                   | Socialist          | Gent-Eeklo                | |
| Hendrik Heyman                  | Katholiek          | Sint-Niklaas              | |
| Auguste Raemdonck van Megrode   | Katholiek          | Sint-Niklaas              | |
| Karel Van Hoeylandt             | Socialist          | Sint-Niklaas              | |
| Alphonse Devos                  | Socialist          | Sint-Niklaas              | Vervangt vanaf 20 december 1921 Charles Van de Walle (Katholiek), verkozen op een dissidente katholieke lijst van landbouwers. De verkiezing van Van de Walle, die via apparentering verkozen was geraakt, werd echter geannuleerd, waarna de zetel naar de socialist Devos ging. |
| Emile Tibbaut                   | Katholiek          | Dendermonde               | Ondervoorzitter. |
| Edmond Rubbens                  | Katholiek          | Dendermonde               | |
| Oscar Vermeersch                | Katholiek          | Dendermonde               | Verkozen op een dissidente conservatief-katholieke lijst. |
| Hippolyte Vandemeulebroucke     | Socialist          | Dendermonde               | |
| Ernest Drion du Chapois         | Katholiek          | Charleroi                 | |
| Maurice Pirmez                  | Katholiek          | Charleroi                 | Ondervoorzitter. |
| Arthur Pater                    | Liberaal           | Charleroi                 | |
| Alphonse Briart                 | Liberaal           | Charleroi                 | Vervangt vanaf 11 februari 1925 de overleden Emile Buisset. |
| Jules Destrée                   | Socialist          | Charleroi                 | |
| Emile Brunet                    | Socialist          | Charleroi                 | Parlementsvoorzitter. |
| Eugène Van Walleghem            | Socialist          | Charleroi                 | |
| Victor Ernest                   | Socialist          | Charleroi                 | |
| Henri Léonard                   | Socialist          | Charleroi                 | |
| Edouard Falony                  | Socialist          | Charleroi                 | |
| Nicolas Souplit                 | Socialist          | Charleroi                 | |
| Ignace Sinzot                   | Katholiek          | Bergen                    | |
| Achille Delattre                | Socialist          | Bergen                    | |
| Louis Piérard                   | Socialist          | Bergen                    | |
| Louis Pépin                     | Socialist          | Bergen                    | |
| Philibert Verdure               | Socialist          | Bergen                    | Vervangt vanaf 7 februari 1924 de overleden Camille Moury. |
| Alphonse Brenez                 | Socialist          | Bergen                    | |
| Fulgence Masson                 | Liberaal           | Bergen                    | |
| Pierre Delannoy                 | Katholiek          | Zinnik                    | Vervangt vanaf 14 juli 1922 de overleden Léon Mabille. |
| Jules Mansart                   | Socialist          | Zinnik                    | |
| René Branquart                  | Socialist          | Zinnik                    | |
| Emile Schevenels                | Socialist          | Zinnik                    | |
| Léon Gendebien                  | Katholiek          | Thuin                     | |
| Eugène Flagey                   | Liberaal           | Thuin                     | |
| Nicolas Berloz                  | Socialist          | Thuin                     | |
| Maurice Houtart                 | Katholiek          | Doornik-Aat               | |
| Charles De Bruycker             | Katholiek          | Doornik-Aat               | |
| Paul-Emile Janson               | Liberaal           | Doornik-Aat               | |
| Paul Jouret                     | Liberaal           | Doornik-Aat               | |
| Joseph Defaux                   | Socialist          | Doornik-Aat               | |
| Emile Carlier                   | Socialist          | Doornik-Aat               | |
| Pierre de Liedekerke de Pailhe  | Katholiek          | Hoei-Borgworm             | |
| Joseph Pierco                   | Liberaal           | Hoei-Borgworm             | |
| Georges Hubin                   | Socialist          | Hoei-Borgworm             | |
| Joseph Wauters                  | Socialist          | Hoei-Borgworm             | |
| Henri Jaspar                    | Katholiek          | Luik                      | |
| Jules de Géradon                | Katholiek          | Luik                      | |
| Hubert Delacolette              | Katholiek          | Luik                      | Vervangt vanaf 22 december 1922 Paul Tschoffen, die uit de politiek stapt. |
| Emile Jennissen                 | Liberaal           | Luik                      | Vervangt vanaf 18 oktober 1922 de overleden Paul Van Hoegaerden. |
| Xavier Neujean                  | Liberaal           | Luik                      | |
| Joseph Merlot                   | Socialist          | Luik                      | Vervangt vanaf 16 december 1924 de overleden Célestin Demblon. |
| Léon Troclet                    | Socialist          | Luik                      | Quaestor. |
| Jean-Baptiste Schinler          | Socialist          | Luik                      | |
| Joseph Dejardin                 | Socialist          | Luik                      | |
| François Van Belle              | Socialist          | Luik                      | |
| Isidore Delvigne                | Socialist          | Luik                      | |
| Alfred François Galopin         | Socialist          | Luik                      | |
| Samuel Donnay                   | Socialist          | Luik                      | |
| Pierre-Hubert David             | Katholiek          | Verviers                  | |
| Sébastien Winandy               | Katholiek          | Verviers                  | |
| Pierre Forthomme                | Liberaal           | Verviers                  | |
| Jules Hoen                      | Socialist          | Verviers                  | |
| Thomas Niézette                 | Socialist          | Verviers                  | Vervangt vanaf 23 december 1921 Mathieu Duchesne, die voltijds nationaal secretaris van de Textielarbeidersunie wordt. |
| Jules Van Caenegem              | Katholiek          | Hasselt                   | |
| Emile Blavier                   | Katholiek          | Hasselt                   | |
| Jean Ramaekers                  | Katholiek          | Hasselt                   | |
| Frans Theelen                   | Katholiek          | Tongeren-Maaseik          | |
| Jan Rutten                      | Katholiek          | Tongeren-Maaseik          | Vervangt vanaf 27 februari 1925 de overleden Joris Helleputte. |
| François de Schaetzen           | Katholiek          | Tongeren-Maaseik          | |
| Paul Neven                      | Liberaal           | Tongeren-Maaseik          | Secretaris. |
| Léon du Bus de Warnaffe         | Katholiek          | Aarlen-Marche-Bastenaken  | |
| Fernand Van den Corput          | Katholiek          | Aarlen-Marche-Bastenaken  | |
| Camille Ozeray                  | Liberaal           | Aarlen-Marche-Bastenaken  | |
| Jules Poncelet                  | Katholiek          | Neufchâteau-Virton        | Quaestor. |
| Edouard Richard                 | Katholiek          | Neufchâteau-Virton        | |
| Léon Colleaux                   | Socialist          | Neufchâteau-Virton        | |
| Adrien de Montpellier de Vedrin | Katholiek          | Namen                     | |
| Fernand Golenvaux               | Katholiek          | Namen                     | |
| François Bovesse                | Liberaal           | Namen                     | |
| Joseph Gris                     | Socialist          | Namen                     | |
| Joseph Bologne                  | Socialist          | Namen                     | |
| Hyacinthe Housiaux              | Katholiek          | Dinant-Philippeville      | |
| Georges Cousot                  | Katholiek          | Dinant-Philippeville      | |
| Valentin Brifaut                | Katholiek          | Dinant-Philippeville      | |
| Jean-Baptiste Périquet          | Socialist          | Dinant-Philippeville      | |